# Umbro
A Umbro é uma empresa inglesa de material esportivo, sendo uma das grandes empresas do ramo no mundo. Em 2007, foi comprada pela norte-americana Nike, e, em 2012, foi vendida para a também americana Iconix Brand Group.

## História
Fundada na Inglaterra, em 1924, a partir da iniciativa dos irmãos Humphrey, que, em 1920, inauguraram a primeira fábrica de artigos esportivos. A Umbro, ao longo de sua existência, participou efetivamente da história do futebol mundial patrocinando diversas seleções, clubes e atletas de expressão. O nome da empresa vem do nome dos seus fundadores, os irmãos Humphrey (em inglês, Humphrey Brothers).
A partir de 1934, a Umbro fornece equipamentos aos finalistas da FA Cup, e, para mais uma equipe até o final da próxima década. Para ajudar no período da 2ª Guerra Mundial, as fábricas da Umbro são usadas para fazer os uniformes das Tropas Britânicas, e até para a fabricação de acessórios para o interior dos Bombardeiros Lancaster.
A partir dos anos de 1960, a Umbro começa um grande processo de expansão, patrocinando diversas equipes de futebol (cerca de 85% dos times britânicos, além de diversas seleções).
Em 1961, a Umbro começa a vender as inovadoras chuteiras da Adidas no Reino Unido como parte de um acordo exclusivo com a companhia alemã.
Na década de 1980, a Umbro entra no mercado americano, expandindo-se como marca global, mesmo com o fim (na época, momentâneo) do patrocínio da Seleção Inglesa para a Admiral.
A Umbro está presente em mais de 70 países e, no Brasil, participou de grandes conquistas da Seleção Brasileira, que tinha seus uniformes produzidos pela Umbro quando conquistou o tricampeonato da Copa do Mundo de 1970 no México e o tetracampeonato da Copa de 1994 no EUA.
Em 23 de outubro de 2007, foi anunciada a sua venda à grande concorrente Nike pelo valor de US$ 580 milhões. Em 2009, a companhia cria o conceito Tailored by Umbro, unindo a alfaiataria e a alta costura a fabricação dos uniformes esportivos.
Em maio de 2012, a Nike Inc. informou que venderia a Umbro (junto com a grife Cole Haan), a fim de se concentrar em suas marcas esportivas, como Nike, Converse, Hurley e Jordan. Em setembro de 2012, a Associação de Futebol da Inglaterra anunciou que seus futuros uniformes seriam fabricados pela Nike, sendo que a última partida do English Team usando a indumentária da marca inglesa acabou com uma vitória frente ao Brasil por 2 a 1, no dia 06 de fevereiro de 2013. Em outubro de 2012, a Nike Inc. anunciou que tinha acordado com Iconix Brand Group para vender a Umbro em US$ 225 milhões. A aquisição foi concluída em dezembro de 2012.

## Presença no esporte
Tradicionais equipes, como o Celtic, Liverpool, Manchester United, Manchester City, Ajax, Fluminense, Vasco da Gama, Atlético Mineiro, Athletico Paranaense, Santos, Grêmio, Cruzeiro, Sport, além das Seleções Brasileira, Colombiana e Inglesa, são ou foram patrocinadas pela marca britânica.
Na Copa do Mundo de 1966, na Inglaterra, a empresa, que chegou a ser a fornecedora de 15 das 16 equipes do Mundial de 66 (exceto a União Soviética), foi a fornecedora das seleções sueca e inglesa, além de diversos clubes pelo mundo, como Chelsea, Everton, Aston Villa, Olympique Lyonnais e Rangers.
Após a venda da Umbro para o grupo americano Iconix Brand Group, a marca ganhou força, assinando contratos com equipes patrocinadas pela antiga dona, como Everton, PSV e a Seleção Sérvia, além de equipes como Lens, FC Nantes, Derby County, Hull City e FC Tokyo.
Nomes como Alan Shearer, Michael Owen, David Beckham, John Terry e Luis García já foram representantes da Umbro. Hoje, a marca conta com Gaël Clichy, Mauricio Pinilla e Phil Jagielka como alguns de seus representantes, além de Roberto Carlos como patrocinado vitalício da marca.
A marca também tem um grande histórico no Brasil. Era a marca de material da Seleção Brasileira na campanha vitoriosa da Copa do Mundo de 1994. A parceria com o Santos e com o Athletico Paranaense são algumas das mais duradouras da história do futebol brasileiro. A Umbro teve uma parceria com o clube alvinegro que durou 14 anos, de 1997 a 2011, sendo substituída pela Nike no começo de 2012. Em março de 2018, voltou a ceder materiais esportivos para o Santos num contrato válido por dois anos. Já o clube paranaense ainda mantém sua parceria com a marca inglesa, que começou no ano de 1997, sendo a parceria mais antiga do futebol brasileiro. O clube não conversa com nenhuma outra marca, dando a entender que ainda pretende continuar com a marca por muito tempo.
Atualmente, além de Santos e Athletico Paranaense, a Umbro também fornece material esportivo para as seguintes equipes de futebol profissional: Avaí, Chapecoense, Cuiabá, Fluminense, Grêmio, Portuguesa Santista e Sport.
Com o Fluminense a marca esteve presente para além das conquistas estaduais nas campanhas vitoriosas da Copa Libertadores da América de 2023 e da Recopa Sul-Americana de 2024.

## Fornecimento e patrocínio

### Seleções
- Aruba
- El Salvador
- Essuatíni
- Guatemala
- Lesoto
- Serra Leoa

### Clubes
África do Sul
- Cape Town City
- University of Pretoria
- Bloemfontein Celtic
- Black Leopards
- Supersport United

Alemanha
- Arminia Bielefeld

Argentina
- Argentinos Juniors
- Atlético Tucumán
- Belgrano
- Lanús

Austrália
- Melbourne Knights

Botswana
- Township Rollers

Brasil
- Athletico Paranaense
- Azuriz
- Fluminense
- Grêmio
- Santos
- Sport

Colômbia
- Deportes Tolima

Coreia do Sul
- Seongnam FC

Costa Rica
- Herediano
- Alajuelense

El Salvador
- Águila
- Alianza
- Club Deportivo FAS

Equador
- Universidad Católica

Escócia
- Rangers

Espanha
- Pobla de Mafumet
- Rayo Vallecano
- Salamanca
- Xerez Deportivo

França
- Chambly
- Havre

Guatemala
- C.S.D. Municipal

Honduras
- Club Deportivo Olimpia

Inglaterra
- AFC Bournemouth
- Ipswich Town
- Luton Town
- West Ham United

Iraque
- Erbil SC
- Al-Mina'a
- Naft Maysan FC

Irlanda
- Shamrock Rovers
- St Patrick's Athletic

Irlanda do Norte
- Glentoran
- Linfield

Israel
- Beitar Jerusalem
- Hapoel Beer-Sheva
- Hapoel Hadera

Lesoto
- Lioli

Malásia
- Terengganu FC
- Terengganu FC II

Nepal
- Lalitpur

Nigéria
- Kwara United

Noruega
- Aalesund
- Bryne
- Haugesund
- Jerv
- Mjøndalen
- Ranheim
- Sogndal

Peru
- Cienciano

Portugal
- Estrela da Amadora
- Santa Clara
- Portimonense
- Torreense

Quênia
- AFC Leopards
- F.C. Kariobangi Sharks

Sérvia
- Zemun

Singapura
- Warriors FC

Suécia
- Elfsborg
- Degerfors
- Örgryte

Timor-Leste
- AS Ponta Leste

Tunísia
- Club Africain
- Etoile Sportive du Sahel

Turquia
- Ankaragücü
- Göztepe
- Bandirmaspor
- Manisa

Uganda
- Express

Uruguai
- Montevideo Wanderers
- Nacional

Zâmbia
- Green Buffaloes
- Mufulira Wanderers
- Nkana
- Power Dynamos
- Zanaco
- ZESCO United